# Liste der Abgeordnetenhauswahlkreise in Berlin 2011

Karte der Wahlkreise und Bezirke mit offizieller Nummerierung

Die Liste der Abgeordnetenhauswahlkreise in Berlin 2011 enthält die Wahlkreise für die 17. Wahl zum Abgeordnetenhaus von Berlin am 18. September 2011.

## Grundlagen
Nach der derzeitigen Gesetzeslage gehören dem Berliner Abgeordnetenhaus 130 Abgeordnete an. Hiervon werden 52 über Landeslisten (Zweitstimme) und weitere 78 über Wahlkreise gewählt.
Der Wahlkreiskandidat mit der relativen Mehrheit der Erststimmen ist jeweils gewählt. Bei Stimmgleichheit entscheidet das Los, das der Bezirkswahlleiter zieht. Im Gegensatz zu der Regelung der Bundestagswahl sieht das Landeswahlgesetz Ausgleichsmandate vor, wenn eine Partei mehr Wahlkreisabgeordnete stellt, als ihr nach der Zweitstimme zustehen würden (Überhangmandate). Es ist also immer sichergestellt, dass die Stärke der Fraktionen dem Zweitstimmenergebnis entspricht.

## Verteilung der Wahlkreise auf die Bezirke
Die 78 Wahlkreise werden proportional zur Anzahl der Wahlberechtigten auf die 12 Bezirke verteilt. Dies wird anhand der aktuellen Bevölkerungszahlen vor jeder Wahl zum Berliner Abgeordnetenhaus neu festgelegt. Die Abgrenzung der Wahlkreise wird eigenverantwortlich von den Bezirken vorgenommen.
Gegenüber der alten Wahlkreiseinteilung aus dem Jahre 2006 verliert Marzahn-Hellersdorf einen Wahlkreis, während Friedrichshain-Kreuzberg einen Wahlkreis hinzugewinnt. Grenzänderungen gibt es außerdem bei den acht Wahlkreisen von Tempelhof-Schöneberg und bei den Wahlkreisen 2, 3 und 4 von Treptow-Köpenick.
| Nr. | Bezirk                     | Anzahl Wahlkreise | Änderung zu 2006 |
| --- | -------------------------- | ----------------- | ---------------- |
| 1   | Mitte                      | 6                 |                  |
| 2   | Friedrichshain-Kreuzberg   | 6                 | +1               |
| 3   | Pankow                     | 9                 |                  |
| 4   | Charlottenburg-Wilmersdorf | 7                 |                  |
| 5   | Spandau                    | 5                 |                  |
| 6   | Steglitz-Zehlendorf        | 7                 |                  |
| 7   | Tempelhof-Schöneberg       | 8                 |                  |
| 8   | Neukölln                   | 6                 |                  |
| 9   | Treptow-Köpenick           | 6                 |                  |
| 10  | Marzahn-Hellersdorf        | 6                 | −1               |
| 11  | Lichtenberg                | 6                 |                  |
| 12  | Reinickendorf              | 6                 |                  |

## Liste der Wahlkreise

### Mitte
| Wahlkreis | Gebiet |
| --------- | --- |
| Mitte 1   | Ortsteil Mitte (nördl. Teil) mit dem Rosenthaler Platz sowie von Gesundbrunnen das Gebiet südlich des Humboldthains und westlich der Brunnenstraße |
| Mitte 2   | Ortsteil Mitte (südl. Teil) mit einem Teil der Spandauer Vorstadt, der Museumsinsel sowie Unter den Linden, Friedrichstraße und Alexanderplatz     |
| Mitte 3   | Tiergarten, Hansaviertel und Moabit südlich der Linie Huttenstraße–Turmstraße–Perleberger Straße                                                   |
| Mitte 4   | Moabit nördlich der Linie Huttenstraße–Turmstraße–Perleberger Straße sowie Wedding südlich der Seestraße und westlich der Müllerstraße             |
| Mitte 5   | Wedding nördlich der Linie Seestraße–Müllerstraße–Schulstraße                                                                                      |
| Mitte 6   | Gesundbrunnen (nördl. Teil) sowie Wedding südlich der Schulstraße und östlich der Müllerstraße                                                     |

### Friedrichshain-Kreuzberg
| Wahlkreis                  | Gebiet |
| -------------------------- | --- |
| Friedrichshain-Kreuzberg 1 | Kreuzberg westlich der Linie Stresemannstraße–Franz-Klühs-Straße–Lindenstraße–Zossener Straße–Gneisenaustraße–Baerwaldstraße–Landwehrkanal–Grimmstraße–Urbanstraße–Fontanepromenade–Südstern           |
| Friedrichshain-Kreuzberg 2 | Kreuzberg südöstlich der Linie Skalitzer Straße–Gitschiner Straße–Alexandrinenstraße–Landwehrkanal–Grimmstraße–Urbanstraße–Fontanepromenade–Südstern                                                   |
| Friedrichshain-Kreuzberg 3 | Kreuzberg nordöstlich der Linie Stresemannstraße–Franz-Klühs-Straße–Lindenstraße–Zossener Straße–Gneisenaustraße–Baerwaldstraße–Landwehrkanal–Alexandrinenstraße–Gitschiner Straße–Skalitzer Straße    |
| Friedrichshain-Kreuzberg 4 | Friedrichshain westlich der Linie Ebertystraße–Straßmannstraße–Petersburger Straße–Karl-Marx-Allee–Straße der Pariser Kommune–Rüdersdorfer Straße–Marchlewskistraße–Warschauer Straße                  |
| Friedrichshain-Kreuzberg 5 | Friedrichshain nordöstlich der Linie Ebertystraße–Straßmannstraße–Petersburger Straße–Warschauer Straße–Grünberger Straße–Krossener Straße–Oderstraße                                                  |
| Friedrichshain-Kreuzberg 6 | Friedrichshain südöstlich der Linie Warschauer Straße–Marchlewskistraße–Rüdersdorfer Straße–Straße der Pariser Kommune–Karl-Marx-Allee–Warschauer Straße–Grünberger Straße–Krossener Straße–Oderstraße |

### Pankow
| Wahlkreis | Gebiet |
| --------- | --- |
| Pankow 1  | Buch, Karow und Französisch Buchholz (östl. Teil)                                                                               |
| Pankow 2  | Blankenfelde, Rosenthal, Wilhelmsruh und Niederschönhausen (nördl. Teil)                                                        |
| Pankow 3  | Pankow-Nord (nördl. Teil), Niederschönhausen (südl. Teil) und Französisch Buchholz (westl. Teil)                                |
| Pankow 4  | Weißensee nördlich der Pistoriusstraße, Stadtrandsiedlung Malchow und Blankenburg                                               |
| Pankow 5  | Pankow (südl. Teil) und Heinersdorf                                                                                             |
| Pankow 6  | Prenzlauer Berg nordwestlich der Linie Esplanade–Schönhauser Allee–Ringbahn–Prenzlauer Allee–Danziger Straße–Eberswalder Straße |
| Pankow 7  | Prenzlauer Berg nordöstlich der Linie Schönhauser Allee-Ringbahn und Weißensee südlich der Pistoriusstraße                      |
| Pankow 8  | Prenzlauer Berg südwestlich der Linie Eberswalder Straße–Danziger Straße–Prenzlauer Allee–Ringbahn–Greifswalder Straße          |
| Pankow 9  | Prenzlauer Berg südöstlich der Greifswalder Straße und Weißensee südöstlich der Berliner Allee                                  |

### Charlottenburg-Wilmersdorf
| Wahlkreis                    | Gebiet |
| ---------------------------- | --- |
| Charlottenburg-Wilmersdorf 1 | Charlottenburg-Nord sowie von Charlottenburg die Gebiete Kalowswerder mit dem Mierendorffplatz und Alt-Lietzow nordöstlich der Otto-Suhr-Allee               |
| Charlottenburg-Wilmersdorf 2 | Westend sowie von Charlottenburg das Gebiet um den Klausenerplatz und das Schloss Charlottenburg                                                             |
| Charlottenburg-Wilmersdorf 3 | Von Charlottenburg die Gebiete beiderseits der Schloßstraße sowie rund um den Lietzensee, den Stuttgarter Platz und den Adenauerplatz                        |
| Charlottenburg-Wilmersdorf 4 | Von Charlottenburg die Gebiete beiderseits der Bismarckstraße, der Kantstraße und des Kurfürstendamms sowie von Wilmersdorf die Umgebung des Olivaer Platzes |
| Charlottenburg-Wilmersdorf 5 | Halensee, Grunewald, Schmargendorf (westl. Teil) sowie Wilmersdorf (westl. Teil)                                                                             |
| Charlottenburg-Wilmersdorf 6 | Wilmersdorf (östl. Teil) mit Ludwigkirchplatz, Prager Platz, Bundesplatz und Volkspark                                                                       |
| Charlottenburg-Wilmersdorf 7 | Schmargendorf (östl. Teil) und Wilmersdorf (südl. Teil) mit dem Rheingauviertel                                                                              |

### Spandau
| Wahlkreis | Gebiet                                                                              |
| --------- | ----------------------------------------------------------------------------------- |
| Spandau 1 | Hakenfelde, Falkenhagener Feld (nördl. Teil) und der Ortsteil Spandau (nördl. Teil) |
| Spandau 2 | Ortsteil Spandau (südl. Teil) und Falkenhagener Feld (südöstl. Teil)                |
| Spandau 3 | Wilhelmstadt (nördl. Teil), Haselhorst und Siemensstadt                             |
| Spandau 4 | Staaken und Falkenhagener Feld (südwestl. Teil)                                     |
| Spandau 5 | Wilhelmstadt (südl. Teil) mit Pichelsdorf, Gatow und Kladow                         |

### Steglitz-Zehlendorf
| Wahlkreis             | Gebiet                                                                        |
| --------------------- | ----------------------------------------------------------------------------- |
| Steglitz-Zehlendorf 1 | Steglitz (nordwestl. Teil) mit Breitenbachplatz, Schloßstraße und Asternplatz |
| Steglitz-Zehlendorf 2 | Steglitz (südöstl. Teil) mit Albrechtstraße, Steglitzer Damm und Südende      |
| Steglitz-Zehlendorf 3 | Lichterfelde (westl. Teil) und Berlin-Zehlendorf (südl. Teil)                 |
| Steglitz-Zehlendorf 4 | Lichterfelde (südl. Teil)                                                     |
| Steglitz-Zehlendorf 5 | Lankwitz und Lichterfelde (nordöstl. Teil)                                    |
| Steglitz-Zehlendorf 6 | Dahlem und Berlin-Zehlendorf (nördl. Teil)                                    |
| Steglitz-Zehlendorf 7 | Wannsee, Nikolassee und Zehlendorf (westl. Teil)                              |

### Tempelhof-Schöneberg
| Wahlkreis              | Gebiet |
| ---------------------- | --- |
| Tempelhof-Schöneberg 1 | Schöneberg (nördl. Teil) mit Wittenbergplatz, Viktoria-Luise-Platz, Nollendorfplatz, Winterfeldtplatz, Bülowstraße und Potsdamer Straße                                      |
| Tempelhof-Schöneberg 2 | Schöneberg (mittl. Teil) mit Bayerischem Platz, Rathaus Schöneberg, damaliger Kaiser-Wilhelm-Platz und Schöneberger Insel westlich der Gotenstraße                           |
| Tempelhof-Schöneberg 3 | Friedenau sowie von Schöneberg das Gebiet um die Ceciliengärten und die Rubensstraße                                                                                         |
| Tempelhof-Schöneberg 4 | Schöneberg (südl. Teil) mit Grazer Damm, Siedlung Lindenhof und Schöneberger Insel östlich der Gotenstraße sowie Tempelhof (nördl. Teil) mit Neu-Tempelhof und Alt-Tempelhof |
| Tempelhof-Schöneberg 5 | Tempelhof (südl. Teil) sowie Mariendorf (nördl. Teil) mit Marienhöhe und Ullsteinhaus                                                                                        |
| Tempelhof-Schöneberg 6 | Mariendorf (südl. Teil) und Marienfelde (nördl. Teil) |
| Tempelhof-Schöneberg 7 | Marienfelde (südl. Teil) und Lichtenrade (nördl. Teil) |
| Tempelhof-Schöneberg 8 | Lichtenrade (südl. Teil) |

### Neukölln
| Wahlkreis  | Gebiet |
| ---------- | --- |
| Neukölln 1 | Ortsteil Neukölln (nordöstl. Teil) mit Hermannplatz, dem Reuterkiez und Sonnenallee innerhalb der Ringbahn |
| Neukölln 2 | Ortsteil Neukölln (nordwestl. Teil) mit Hermannstraße und Karl-Marx-Straße innerhalb der Ringbahn          |
| Neukölln 3 | Ortsteil Neukölln außerhalb der Ringbahn und Britz (nördl. Teil)                                           |
| Neukölln 4 | Britz (südl. Teil) und Buckow (westl. Teil)                                                                |
| Neukölln 5 | Gropiusstadt, Buckow (östl. Teil) und Rudow (nördl. Teil)                                                  |
| Neukölln 6 | Rudow (südl. Teil)                                                                                         |

### Treptow-Köpenick
| Wahlkreis          | Gebiet                                                                       |
| ------------------ | ---------------------------------------------------------------------------- |
| Treptow-Köpenick 1 | Alt-Treptow, Plänterwald und Baumschulenweg                                  |
| Treptow-Köpenick 2 | Oberschöneweide, Niederschöneweide und Johannisthal                          |
| Treptow-Köpenick 3 | Adlershof und Altglienicke                                                   |
| Treptow-Köpenick 4 | Köpenick (westl. Teil), Bohnsdorf, Grünau und Schmöckwitz                    |
| Treptow-Köpenick 5 | Köpenick (östl. Teil) mit Allende-Viertel und Wendenschloss sowie Müggelheim |
| Treptow-Köpenick 6 | Köpenick (nördl. Teil), Friedrichshagen und Rahnsdorf                        |

### Marzahn-Hellersdorf
| Wahlkreis             | Gebiet                                               |
| --------------------- | ---------------------------------------------------- |
| Marzahn-Hellersdorf 1 | Marzahn-Nord                                         |
| Marzahn-Hellersdorf 2 | Marzahn-Mitte                                        |
| Marzahn-Hellersdorf 3 | Hellersdorf (nördl. Teil)                            |
| Marzahn-Hellersdorf 4 | Marzahn (südl. Teil) und Biesdorf                    |
| Marzahn-Hellersdorf 5 | Kaulsdorf (südl. Teil) und Mahlsdorf                 |
| Marzahn-Hellersdorf 6 | Kaulsdorf (nördl. Teil) und Hellersdorf (südl. Teil) |

### Lichtenberg
| Wahlkreis     | Gebiet                                                                                |
| ------------- | ------------------------------------------------------------------------------------- |
| Lichtenberg 1 | Neu-Hohenschönhausen (nordöstl. Teil), Wartenberg und Falkenberg                      |
| Lichtenberg 2 | Neu-Hohenschönhausen (südwestl. Teil), Alt-Hohenschönhausen (nördl. Teil) und Malchow |
| Lichtenberg 3 | Alt-Hohenschönhausen (südl. Teil), Ortsteil Lichtenberg (östl. Teil) und Fennpfuhl    |
| Lichtenberg 4 | Ortsteil Lichtenberg (westl. Teil)                                                    |
| Lichtenberg 5 | Friedrichsfelde (nördl. Teil) und Rummelsburg (nördl. Teil)                           |
| Lichtenberg 6 | Karlshorst, Friedrichsfelde (südl. Teil) und Rummelsburg (südl. Teil)                 |

### Reinickendorf
| Wahlkreis       | Gebiet                                                         |
| --------------- | -------------------------------------------------------------- |
| Reinickendorf 1 | Ortsteil Reinickendorf (östl. Teil)                            |
| Reinickendorf 2 | Ortsteil Reinickendorf (westl. Teil) und Tegel (südl. Teil)    |
| Reinickendorf 3 | Heiligensee, Konradshöhe und Tegel (nördl. Teil)               |
| Reinickendorf 4 | Wittenau mit Borsigwalde, Waidmannslust und Tegel (östl. Teil) |
| Reinickendorf 5 | Märkisches Viertel und Lübars                                  |
| Reinickendorf 6 | Frohnau, Hermsdorf und von Tegel die Siedlung Freie Scholle    |